# Bolzano autonóm megye
Bolzano autonóm megye Trentino-Alto Adige régió egyik autonóm megyéje Olaszországban. Lakossága többségében német nyelvű.
Hivatalos nevei:
- németül: Autonome Provinz Bozen – Südtirol,
- olaszul: Provincia autonoma di Bolzano,
- ladinul: Provinzia autonoma de Bulsan.

Fővárosa olaszul Bolzano, németül Bozen.
Dél-Tirol történelmileg megegyezik Trentino-Alto Adige régióval, ez az a terület, amit az első világháború után az osztrák Tirol tartományból Olaszországhoz csatoltak. A mai szóhasználat viszont szűkebb értelmű, csak a nagyrészt német nyelvű Bolzano autonóm megyét értik alatta.

## Földrajz

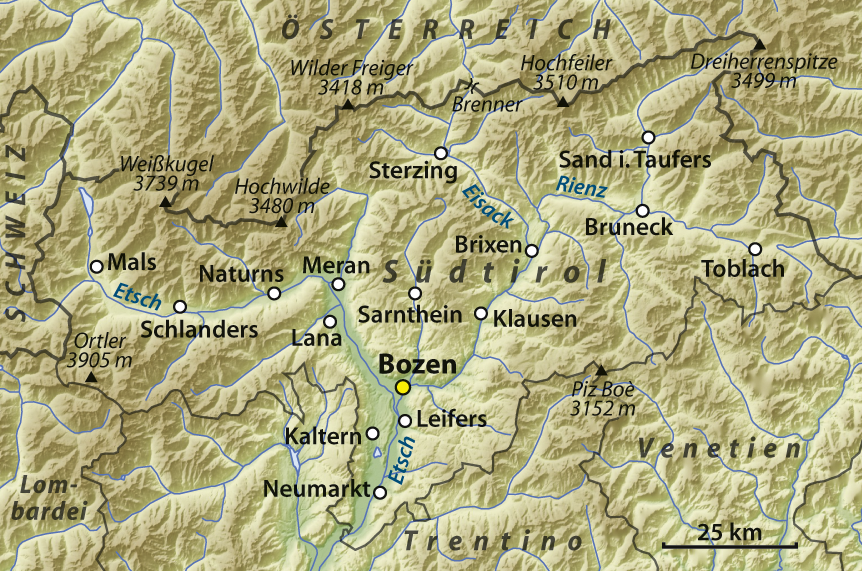
Dél-Tirol domborzati térképe

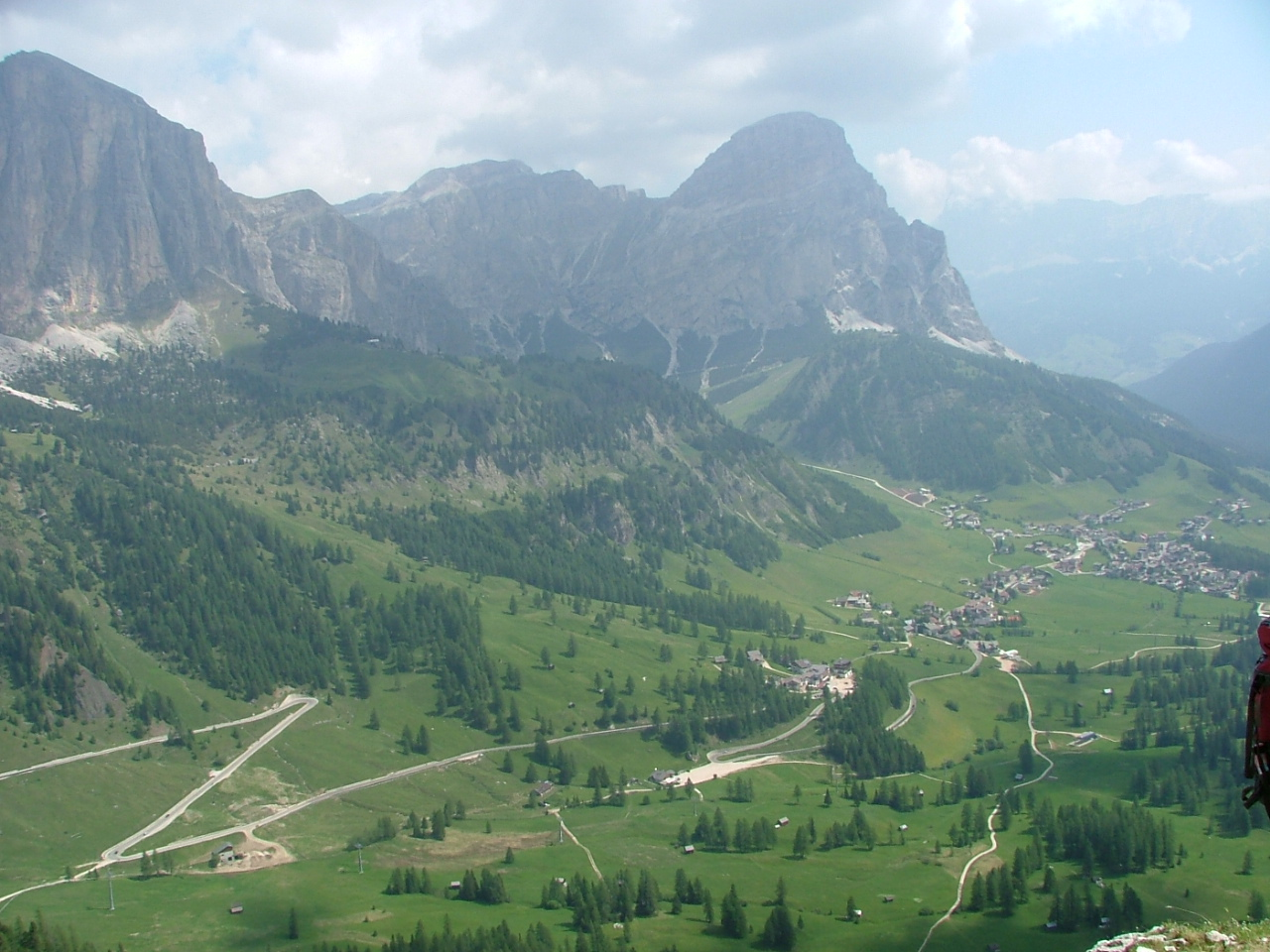
Corvara község, a Sella csoport és a Grödeni-hágó (Passo Gardena)

Északon és keleten Ausztria Tirol tartománya (Észak- és Kelet-Tirol) határolja, északkeleten (a két tiroli határrész között) egy rövid szakaszon pedig Salzburg tartomány.
Délnyugaton Sondrio (Lombardia régió), délen Trentino, délkeleten Belluno (Veneto régió) olasz megyékkel, nyugaton a svájci Graubünden kantonnal határos.
Fő folyói az Etsch/Adige, az Eisack/Isarco és a Rienz/Rienza, Passer/Passirio és a Talfer/Talvera. Az Etsch folyó a megye legdélebben fekvő városánál, Salurn/Salornónál, a Salurni-hegyszoroson (Salurner Klause) át lép Trentinóba. Itt van a történelmi nyelvi határvonal az egy tömbben élő német és az olasz ajkú lakosság területei között.
A megye a Keleti-Alpokban van. Legmagasabb hegycsúcsa a 3905 m-es Ortler/Ortles, ami 1918-ig az Osztrák–Magyar Monarchia legmagasabb pontja is volt. Hegycsoportok: a Dolomitok keleten, az Ortler-csoport nyugaton és a Tauern északon.
A települések a nagyobb völgyekben fekszenek.

## Történelem
1918-ig lásd a Tirol szócikkben.
Az első világháború befejeztével olasz csapatok megszállták az addig osztrák Tirol tartománynak a Brenner-hágótól délre fekvő részét. A Saint-germaini béke az Olasz Királysághoz csatolta ezeket a területeket, melyek lakossága a déli részen (Trentino, régi német nevén Welschtirol – ma Trento megye) olasz nyelvű, az északi részen viszont nagyrészt német, egyes keleti hegyi völgyekben ladin nyelvű volt.
Az olasz fasiszták 1922-es hatalomra jutása után erőszakos olaszosítási törekvések kezdődtek. A német nyelvű tanítást betiltották, a helységeknek olasz nevet adtak (ott is, ahol ilyen régebben nem létezett). Még a lakosságot is megpróbálták arra kényszeríteni, hogy feladják német családnevüket és helyette olaszt vegyenek fel. A német nyelvű lakosok ezért titkos iskolákat alapítottak, ahol magánházakban, hegyi kunyhókban tanították a gyerekeket németül írni-olvasni.
Ezenkívül a fasiszta kormány olaszok ezreit költöztette a városokba, elsősorban Bolzanóba. A fasiszta olaszosítási törekvések első jelképe az 1926 és 1928 között a város központjában emelt hatalmas „győzelmi emlékmű” (Monumento alla Vittoria) lett. Súlyos elnyomás sújtotta a ladin lakosságot is, amelynek nyelvét a római kormány – egyébként joggal – olasz dialektusként értékelte. A ladin helységek egy részét, pl. Cortina d’Ampezzo vidékét, el is csatolták az akkoriban Venezia Tridentinának nevezett tartománytól. 
A náci Németország és a fasiszta Olaszország 1939-ben egyezményt kötött, amelynek értelmében a német nyelvű dél-tiroliak csak akkor tarthatták meg nyelvüket és kultúrájukat, ha kivándoroltak Németország területére. Ez volt az ún. opció. A német lakosság 86%-a választotta a kivándorlást („optánsok”), míg a lakosság kisebbik része, köztük sok katolikus pap a maradás mellett döntött („Dableiber”, azaz „ittmaradók”). Végül a második világháború és Benito Mussolini 1943-as bukása miatt csak 70 000 ember kivándorlására került sor. Ezek jelentős része a háború után visszatért.
1945-ben sok dél-tiroli remélte Tirol újraegyesítését, de a párizsi békeszerződés Ausztria határait változatlanul hagyta. 1946-ban az olasz és az osztrák kormány Leopold Figl kancellár és Alcide De Gasperi miniszterelnök vezetésével egyezményt kötött a német nyelvű dél-tiroliak autonómiájáról. Ezt az olasz kormány viszont a többségében olasz Trentino-Alto Adige egyesített régióban akarta megvalósítani, ezt a helyi német nyelvű lakosság elutasította. A helyzetet súlyosbította, hogy a következő évtizedekben a kormány további több tízezer olasz áttelepülését ösztönözte Bolzanóba és más városokba.
Az 1950-es évek második felétől szeparatista csoportok terrorcselekményekkel, sok esetben magasfeszültségű villanyvezetékek felrobbantásával akarták felhívni a nemzetközi figyelmet a dél-tiroli kisebbségek helyzetére. (A lakosság eufemisztikusan Bumsereknek, azaz „durrogtatóknak” nevezte őket). 1961-ben Sepp Kerschbaumer (1913–1964) kiskereskedő vezette Befreiungsausschuss Südtirol (BAS; Dél-tiroli Felszabadítási Bizottság) nevű csoportot az ún. tűz éjszakája (németül: Feuernacht) elnevezésű támadások után sikerült ugyan felszámolni, de még az 1980-as évekig előfordultak terrorakciók – egyre inkább neonáci háttérrel.
1960-ban az osztrák kormány hivatalosan az ENSZ napirendjére tűzette a dél-tiroli kérdést. Ez vezetett végül 1972-ben a ma is érvényes dél-tiroli autonómiához. Olaszország 1992-ben jelentette be, hogy a csomag minden pontját megvalósította, ezáltal a kérdés lekerült az ENSZ napirendjéről.

## Népesség
Dél-Tirolban mind az olasz, mind a német hivatalos nyelv. Emellett, a ladin nyelv is hivatalosnak számít egyes településeken. A 2001. évi népszámlálás szerint a 116 településből 103-at többségében német, ötöt többségében olasz, és nyolcat többségében ladin anyanyelvűek laknak. A német nyelvű lakosok egy osztrák-bajor dialektust beszélnek.
| Nyelv    | Nyelv    | Anyanyelviek | Anyanyelviek | Dél-Tirol nyelvi térképe |
| Nyelv    | Nyelv    | Száma (fő)   | Aránya (%)   | Dél-Tirol nyelvi térképe |
|          | Német    | 290 774      | 69,38        | Dél-Tirol nyelvi térképe |
|          | Olasz    | 110 206      | 26,30        | Dél-Tirol nyelvi térképe |
|          | Ladin    | 18 124       | 4,32         | Dél-Tirol nyelvi térképe |
| Összesen | Összesen | 419 104      | 100          | Dél-Tirol nyelvi térképe |

Az olasz anyanyelvűek főleg Bozen/Bolzano városban élnek. Itt ők a többség: számarányuk 73%. Ezen kívül többséget alkotnak még négy községben: Laives, Salorno, Bronzolo és Vadena.
A ladin többségű nyolc község (zárójelben a ladin / német név):
- La Valle (La Val / Wengen),
- Badia (Abtei),
- Corvara in Badia (Corvara / Kurfar)
- Marebbe (Mareo /Enneberg)
- San Martino in Badia (San Martin de Tor / St. Martin in Thurn)
- Santa Cristina Valgardena (Santa Cristina Gherdëina  / St. Christina in Gröden)
- Selva di Val Gardena (Sëlva / Wolkenstein in Gröden)
- Ortisei (Urtijëi / St. Ulrich in Gröden).

## Politika

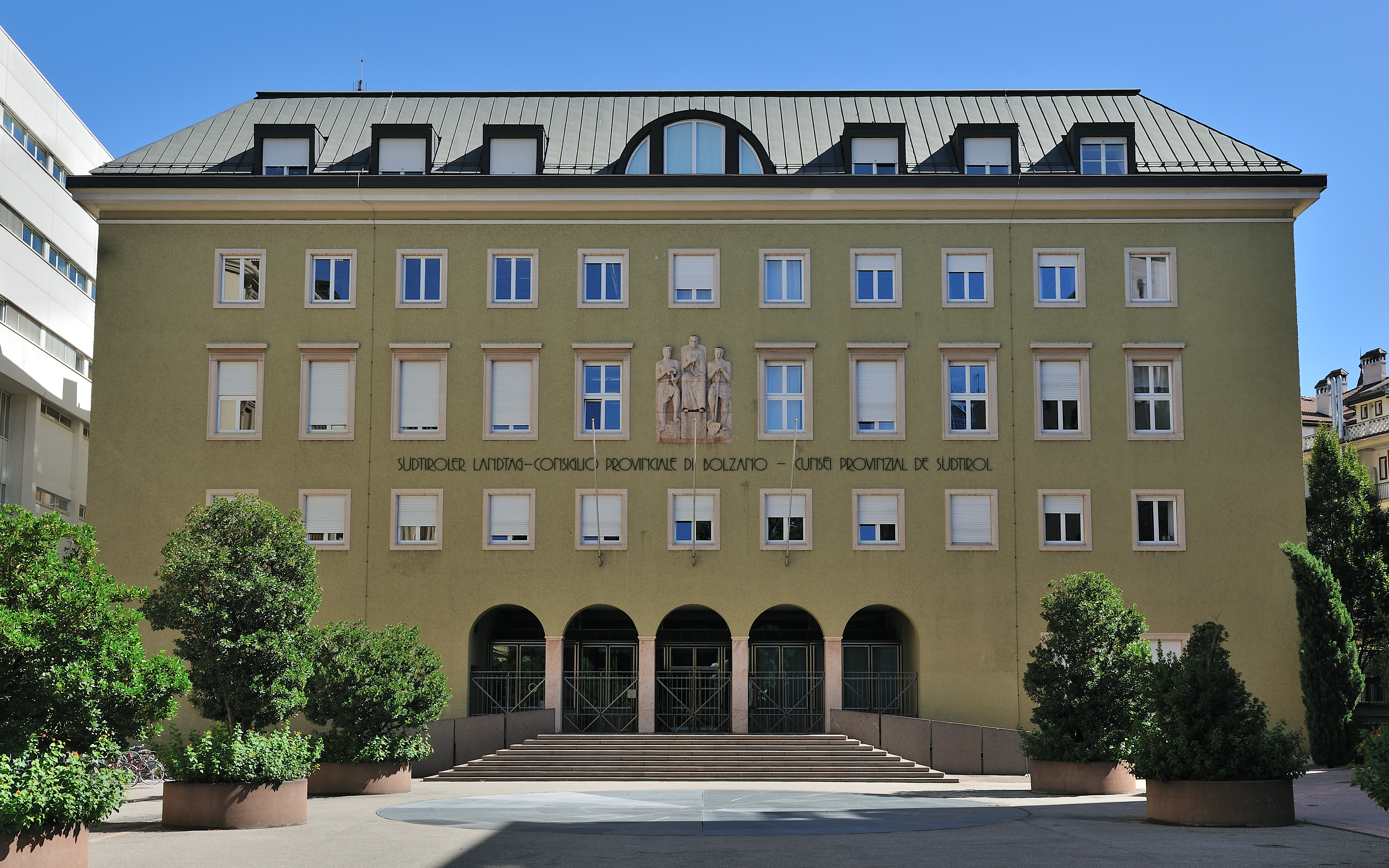
A megyei parlament (Landtag) épülete Bozenben

A megyét 35 fős megyei tanács irányítja. Legutóbb 2008. október végén voltak megyei választások. Az eredmények:
- Dél-tiroli Néppárt[3] most először nem érte el az 50%-ot. A töredékszavazatoknak köszönhetően 48%-os eredményével 18 képviselője lett.
- Szabadságpárt (14,3%, 5 mandátum). A radikális jobboldali párt két első embere, Pius Leitner és Ulli Mair egyéni listán a legtöbb szavazatot szerezte egész Dél-Tirolban.
- Szeparatista pártok: Dél-tiroli Unió 1, Dél-tiroli Szabadság[4] 2 képviselő.

### Helyi autonómia
Dél-Tirol autonóm megye, és érvényesíti az etnikai arányosság elvét és az úgynevezett kétnyelvűségi vizsgát. Az etnikai arányosságról szóló törvény megköveteli, hogy a közszféra munkahelyeit, a szociális bérlakásokat, a lakásépítési támogatásokat, valamint a kulturális támogatásokat minden településen az ott élő népcsoportok arányában kell elosztani.
A kétnyelvűségi vizsga speciális nyelvvizsgát jelent, amelyet minden olyan dél-tiroli polgárnak le kell tennie, aki a közszférában szeretne dolgozni. E nélkül állandó munkaszerződést egyetlen állami intézmény sem köthet alkalmazottaival.

## Közigazgatás

Dél-Tirol községei

A megye 8 községre (járásra) van felosztva.
| Község              | Község                  | Székhely              | Terület (km²) | Népesség (fő, 2008) |
| Német név           | Olasz név               | Székhely              | Terület (km²) | Népesség (fő, 2008) |
| ------------------- | ----------------------- | --------------------- | ------------- | ------------------- |
| Bozen               | Bolzano                 | Bozen / Bolzano       | 52            | 101 919             |
| Burggrafenamt       | Burgraviato             | Meran / Merano        | 1101          | 96 291              |
| Überetsch-Unterland | Oltradige–Bassa Atesina | Neumarkt / Egna       | 424           | 70 714              |
| Salten-Schlern      | Salto-Sciliar           | Bozen / Bolzano       | 1037          | 47 797              |
| Eisacktal           | Valle Isarco            | Brixen / Bressanone   | 624           | 49 404              |
| Pustertal           | Val Pusteria            | Bruneck / Brunico     | 2071          | 78 391              |
| Vinschgau           | Val Venosta             | Schlanders / Silandro | 1442          | 35 347              |
| Wipptal             | Alta Valle Isarco       | Sterzing / Vipiteno   | 650           | 18 994              |

## Gazdaság
Főleg a turizmusból és az állattartásból élnek. Nagyobb városokban egyre több ipari nagyvállalat jelenik meg.